# La Bazouge-du-Désert
La Bazouge-du-Désert, auf Bretonisch Bazaleg-an-Dezerzh, auf Gallo La Bazòj-deü-Dezèrt, ist eine französische Gemeinde im Département Ille-et-Vilaine in der Region Bretagne. Sie gehört zum Kanton Fougères-2 im Arrondissement Fougères-Vitré.

## Geografie
Die Gemeinde La Bazouge-du-Désert liegt an der Grenze zum Département Mayenne, 13 Kilometer nordöstlich von Fougères. Sie grenzt im Norden an Louvigné-du-Désert, im Nordosten an Landivy, im Osten an Pontmain, im Südosten an Saint-Ellier-du-Maine sowie im Süden und Westen an Landéan.

## Bevölkerungsentwicklung
| Jahr                       | 1962 | 1968 | 1975 | 1982 | 1990 | 1999 | 2008 | 2013 | 2020 |
| Einwohner                  | 1399 | 1340 | 1280 | 1158 | 1074 | 1012 | 1053 | 1110 | 1067 |
| Quellen: Cassini und INSEE |      |      |      |      |      |      |      |      |      |

## Sehenswürdigkeiten

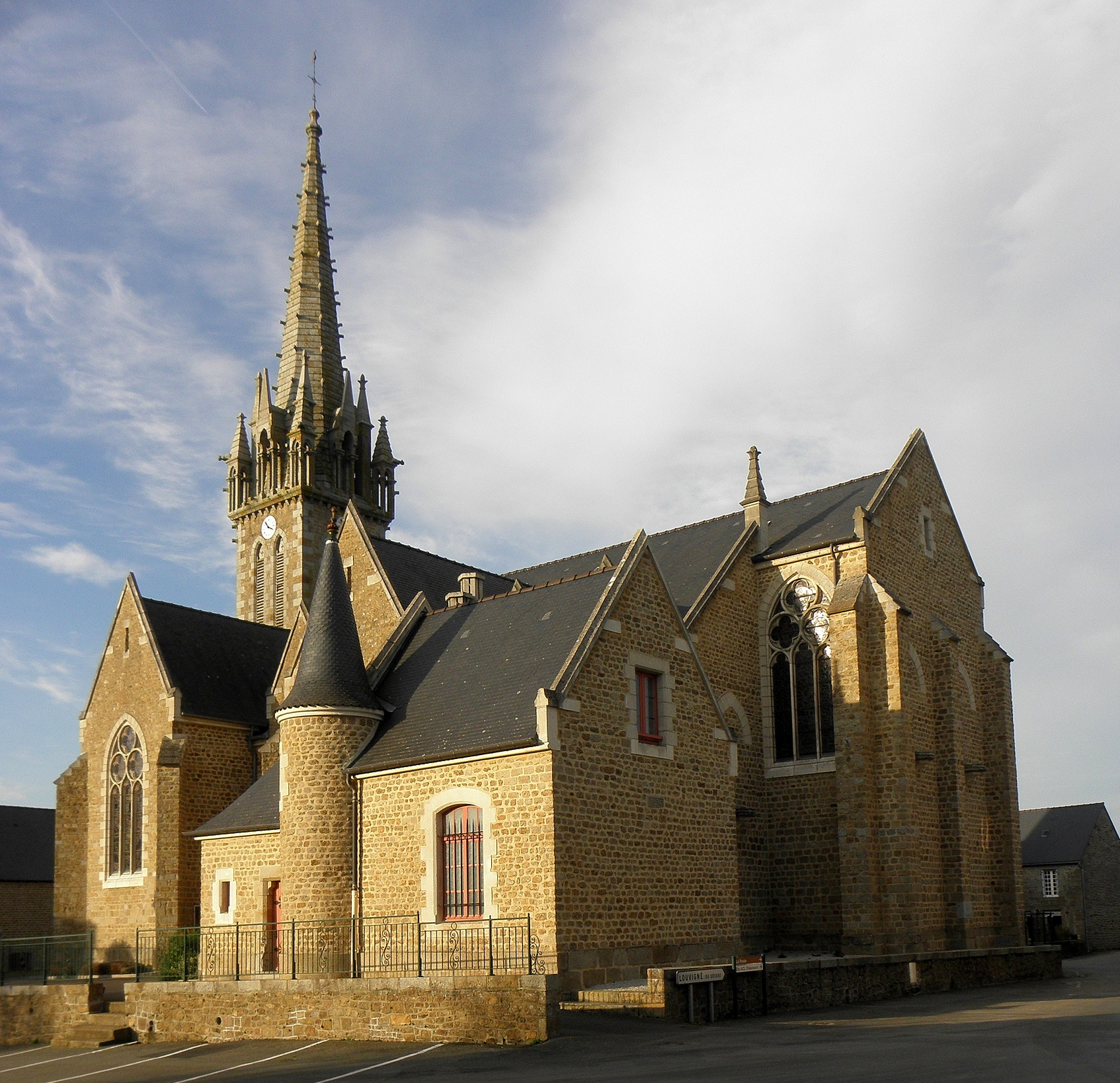
Kirche Saint-Martin
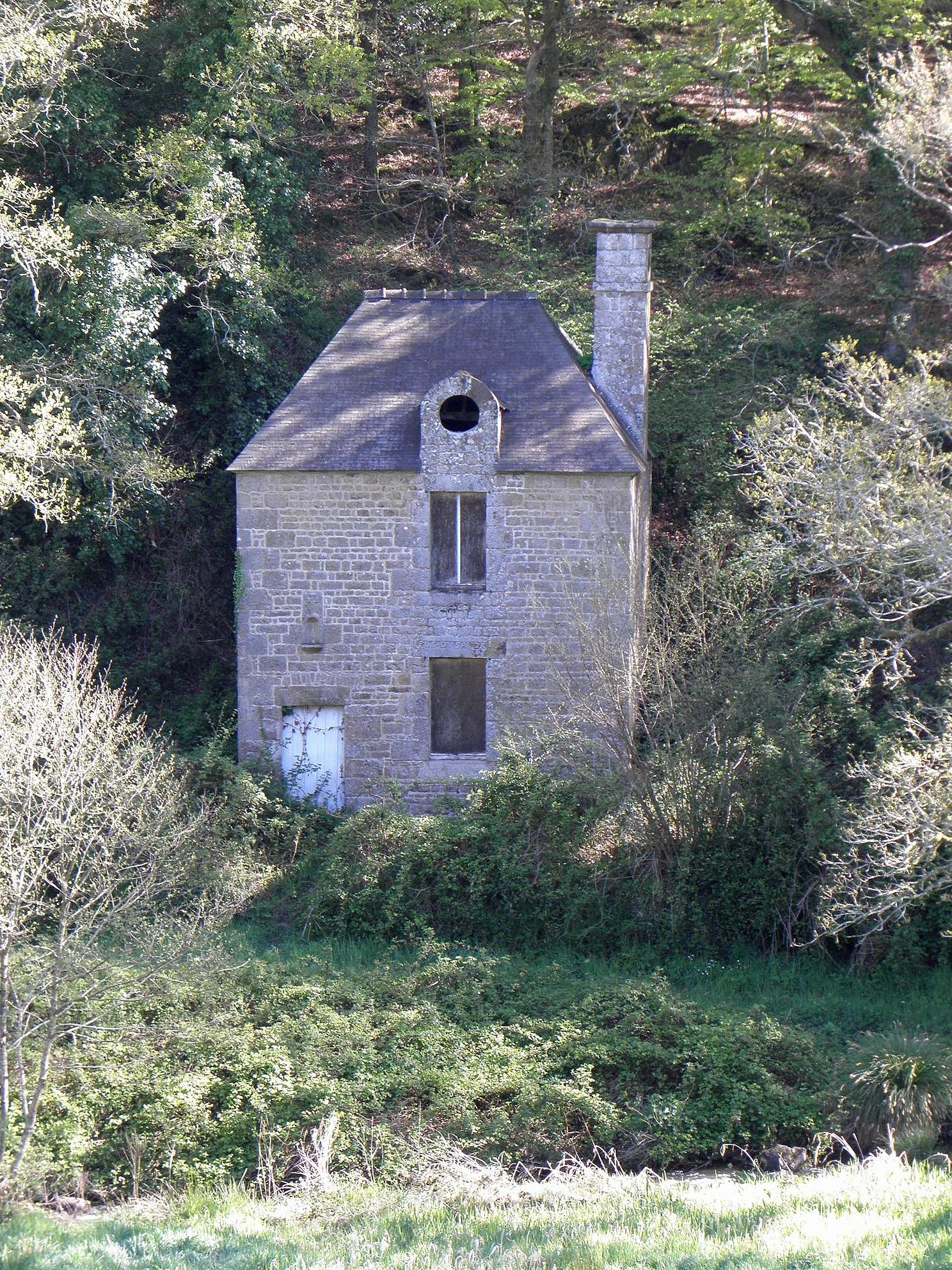
Ehemaliger Wachposten
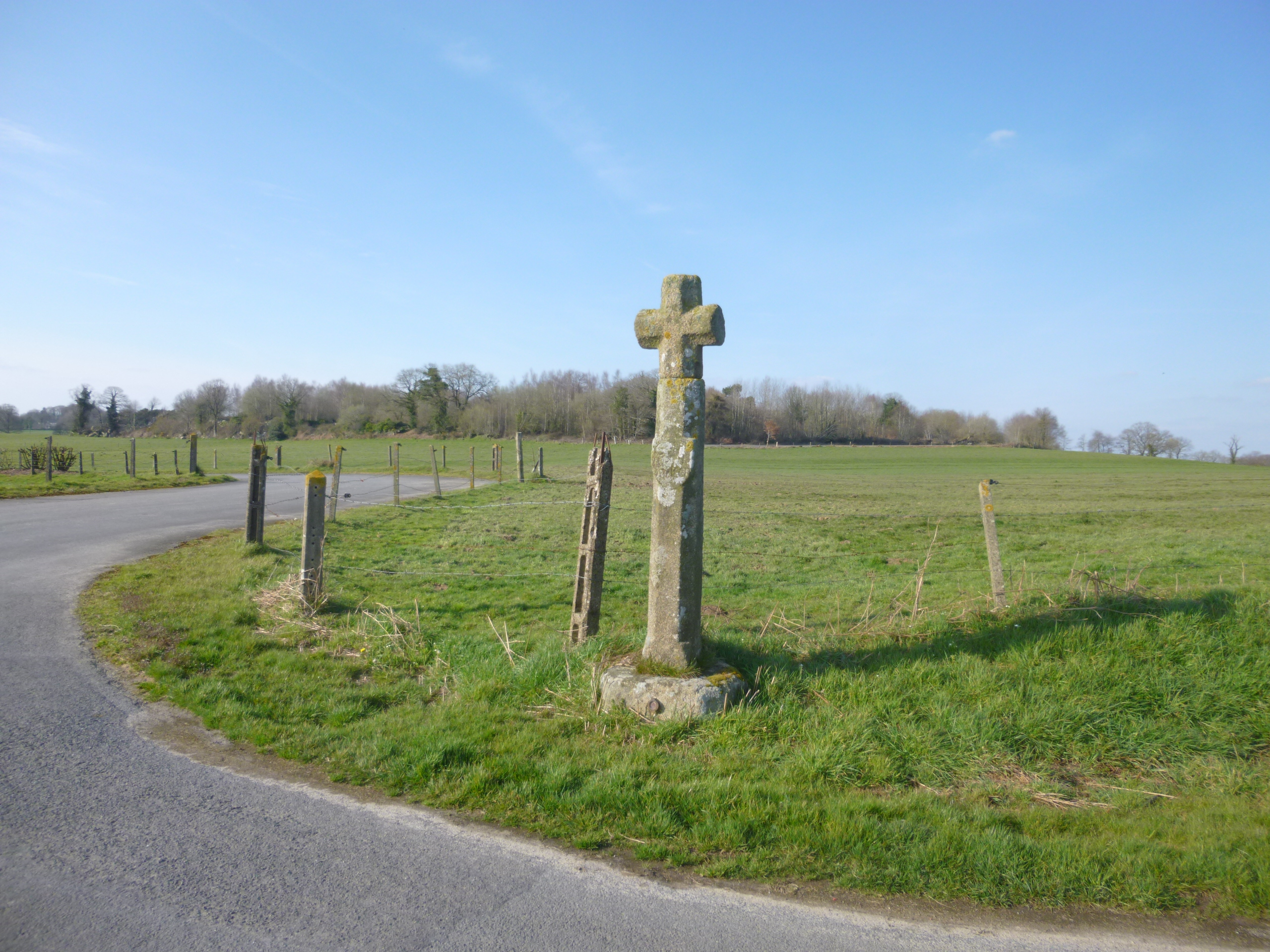
Flurkreuz

- Kirche Saint-Martin
- Haus aus dem Jahr 1716, das während der Schlacht von La Bazouge-du-Désert als Wachposten diente
- Flurkreuz